# 2009 en photographie
| Années de la photographie : 2006 - 2007 - 2008 - 2009 - 2010 - 2011 - 2012    |
| Décennies de la photographie : 1970 - 1980 - 1990 - 2000 - 2010 - 2020 - 2030 |

Cet article présente les faits marquants de l'année 2009 en photographie.

## Événements
- avril : ouverture de la Maison de la photographie de Marrakech au Maroc.
- Une photographie d'un nu féminin d'Eugène Atget est vendue eux enchères 440 750 euros par Sotheby's à Paris[1].
- La firme japonaise Olympus commercialise l'Olympus Stylus Tough 6000, un appareil photographique numérique compact.

## Livres de photographies
- Tony Frank, Serge Gainsbourg, Paris, Le Seuil,  (ISBN 978-2-02-099346-3)[2].

## Études, essais, articles
- Frédéric Rousseau, L'enfant juif de Varsovie : histoire d'une photographie, Paris, Seuil, coll. « L'univers historique », 2009, 265 p. (ISBN 978-2-02-078852-6)[3].

## Expositions
- 20 janvier - 22 mars: Robert Frank, un regard étranger, Jeu de paume, Paris[4].
- 21 février - 31 mai : Saul Leiter, Dancing in the street, Musée Nicéphore-Niépce, Chalon-sur-Saône[5].
- 2 mars - 26 juillet : Marc Riboud : l'instinct de l'instant. 50 ans de photographie, Musée de la Vie romantique, Paris[6].
- 20 mars - 21 juin : L'obbiettivo futurista : fotodinamismo et fotografia, Ex Mà, Cagliari

puis : 4 juillet - 27 septembre Palazzo Martinengo, Brescia ; 10 octobre - 27 décembre Villa Genoese Zerbi, Reggio de Calabre
- 29 mars - 8 juin : Into the Sunset: Photography's Image of the American West, Museum of Modern Art (MoMA), New York

comment la photographie a représenté l'Ouest américain de 1850 à nos jours, avec des photos de 72 photographes, parmi lesquels Ansel Adams, Robert Adams, Diane Arbus, Richard Avedon, John Baldessari, Lewis Baltz, Edward Curtis, Elliott Erwitt, Robert Frank, Lee Friedlander, Dorothea Lange, Joel Meyerowitz, Timothy O'Sullivan, Tod Papageorge, Irving Penn, Cindy Sherman, Stephen Shore, Joel Sternfeld, Carleton E. Watkins, Henry Wessel Jr., Edward Weston, Minor White, Garry Winogrand.
- 30 mai - 11 octobre : Gotthard Schuh : une approche amoureuse, Fondation suisse pour la photographie, Winterthur[7].

puis 27 février - 30 mai 2010 : Musée Nicéphore-Niépce, Chalon-sur-Saône.
- 24 juin - 11 octobre : Ferdinando Scianna : la géométrie et la passion, Maison européenne de la photographie, Paris.
- 27 juin - 25 octobre : Le théâtre du crime : Rodolphe A. Reiss, 1875-1929, Musée de l'Élysée, Lausanne.
- 7 juillet - 13 septembre : Delpire & Cie, Rencontres de la photographie d'Arles ; puis 28 octobre 2009 - 24 janvier 2010 : Maison européenne de la photographie, Paris.

exposition consacrée à Robert Delpire, et à ses compagnons photographes et artistes, retraçant les multiples facettes de son parcours et témoignant du rôle majeur qu'il a joué dans la mise en valeur de la photographie au cours des dernières décennies.
- 9 septembre - 10 janvier 2010 : Irving Penn. Small trades, J. Paul Getty Museum, Los Angeles[8].
- 23 septembre - 11 janvier 2010 : La Subversion des images : surréalisme, photographie, film, Musée national d'Art moderne, Paris

puis 26 février 2010 - 23 mai 2010 Fotomuseum Winterthur, Winterthur ; 16 juin 2010 - 12 septembre 2010 Fundación Mapfre, Madrid.
- 13 octobre - 24 janvier 2010 : Rétrospective Michael Kenna, Bibliothèque nationale, Paris.
- 23 octobre - 22 mars 2010 : Couleur sépia : l'Isère et ses premiers photographes, 1840-1880, Musée de l'Ancien Évêché, Grenoble[9].
- 7 novembre - 7 février 2010 : Henriette Grindat. Matières et mémoire, Hôtel Campredon, L'Isle-sur-la-Sorgue.

## Festivals
- 21 - 23 mai : 107e congrès de la Fédération photographique de France à Yutz.
- 7 juillet - 13 septembre : 40es Rencontres de la photographie d'Arles ; invité d'honneur : Nan Goldin[10].
- 29 août - 13 septembre : Visa pour l'image à Perpignan.
- 15 - 19 octobre : Salon de la photo, Paris[11].
- 7 novembre - 7 décembre : Rencontres africaines de la photographie, Bamako, Mali.
- 19 - 22 novembre : 13e Festival international de la photo animalière et de nature, Montier-en-Der.
- décembre : 4e Festival international de photographie de Lianzhou[12].
- Month of Photography Asia, Singapour : thème Engaging Asia.

## Prix et récompenses
- Prix Niépce : Stéphanie Lacombe.
- Prix Nadar : Quentin Bajac, Clément Chéroux (dir.), La Subversion des images : surréalisme, photographie, film (catalogue d'exposition), Paris, éditions du Centre Georges Pompidou, 2009, 479 p.  (ISBN 978-2-84426-390-2).
- Prix Arcimboldo : Mathieu Bernard-Reymond.
- Prix Henri-Cartier-Bresson : David Goldblatt (Afrique du Sud), pour son projet « TJ », travail en cours sur la ville de Johannesbourg.
- Prix Marc Ladreit de Lacharrière – Académie des beaux-arts : Thibaut Cuisset, pour son projet Campagne française, fragments[13].
- Prix HSBC pour la photographie : Matthieu Gafsou et Grégoire Alexandre.
- Prix Bayeux-Calvados des correspondants de guerre : Walter Astrada (Agence France-Presse).
- Création du Prix Carmignac du photojournalisme par la Fondation Carmignac, récompensant un reportage d’investigation photographique sur une région du monde où les droits de l'homme fondamentaux sont menacés[14]. Premier lauréat : Kai Wiedenhöfer pour un reportage sur la bande de Gaza.
- Prix Roger-Pic : Michael Ackerman pour sa série intitulée Departure, Poland.
- Prix Pierre et Alexandra Boulat : Masie Crow, pour « Perdue dans le cycle de la pauvreté » sur les effets émotionnels de la pauvreté, à travers l'exemple d’une jeune femme dans le sud est de l'Ohio.
- Bourse Canon de la femme photojournaliste : Justyna Mielnikiewicz.
- Prix Picto de la jeune photographie de mode : Eva Sakellarides.
- Prix Tremplin Photo de l'EMI : Eléonora Strano.
- Prix Voies Off : Mirko Martin.
- Prix Erich-Salomon : Sylvia Plachy.
- Prix culturel de la Société allemande de photographie : Wolfgang Tillmans.
- Prix Oskar-Barnack à Mikhael Subotzky
- Création du Leica Newcomer Award par la firme allemande Leica, prix de découverte attribué à des photographes âgés de moins de 28 ans ; premier lauréat : Dominic Nahr (Suisse), pour sa série The Road to Nowhere.
- Prix Hansel-Mieth : Cira Moro (photographie) et Stefan Scheytt (texte).
- Prix Paul-Émile-Borduas : Gabor Szilasi.
- Prix du duc et de la duchesse d'York : Donald Weber (en)
- Prix Fogtdal de photographie (da) : Jacob Holdt.
- Prix national de la photographie (Espagne) : Gervasio Sánchez (es).
- Prix Ansel-Adams : Joshua Wolfe.
- Prix W. Eugene Smith : Lu Guang.
- Prix Pulitzer
  - Prix Pulitzer de la photographie d'article de fond (Pulitzer Prize for Feature Photography) :  Damon Winter du New York Times pour son suivi de la campagne présidentielle de Barack Obama[15].
  - Prix Pulitzer de la photographie d'actualité (Pulitzer Prize for Breaking News Photography) : Patrick Farrell du Miami Herald, pour ses photographies des conséquences de l’ouragan Ike et d’autres tempêtes en Haïti[16].
- Prix Robert Capa Gold Medal à Khalil Hamra (en) pour War in Gaza.
- Prix Inge-Morath : Emily Schiffer.
- Infinity Awards :
  - Prix pour l'œuvre d'une vie : Annie Leibovitz.
  - Prix Cornell-Capa : Letizia Battaglia.
  - Prix de la publication Infinity Award : Aglaia Konrad, Desert Cities, Zurich, JRP/Ringier, 2008, 236 p.  (ISBN 9783905829594).
  - Infinity Award du photojournalisme : Geert van Kesteren.
  - Infinity Award for Art : Rinko Kawauchi.
  - Prix de la photographie appliquée : Tim Walker.
- Création du Prix Arnold-Newman pour les nouvelles orientations du portrait photographique par la Fondation Arnold et Augusta Newman. Premier lauréat en 2010.
- Prix Higashikawa.
  - Photographe japonais : Toshio Shibata.
  - Photographe étranger : Anne Ferran (en).
  - Photographe espoir : Naoki Ishikawa.
  - Prix spécial à Keiji Tsuyuguchi.
- Prix Kimura Ihei : Cozue Takagi.
- Prix Ken-Domon : Mitsuhiko Imamori.
- World Press Photo of the Year : Anthony Suau pour sa photographie prise dans le contexte de la crise des subprimes aux États-Unis[17].
- Centenary Medal de la Royal Photographic Society : Annie Leibovitz.
- Prix international de la Fondation Hasselblad : Robert Adams[18].
- Prix suédois du livre photographique : (en), (sv) Kent Klich (en), Picture Imperfect, Stockholm, éd. Journal, 2007  (ISBN 9197577065).
- Prix Lennart-Nilsson : Carolyn Porco (Space Science Institute (en)) et Babak Amin Tafreshi (en).
- Prix Lennart af Petersens : Micke Berg (sv).
- Prix Pictet : Nadav Kander pour sa série « Yangtsé, la série du long fleuve, 2006-07 »[19].
- Prix national vénézuélien de la photographie : non attribué.

## Décès
- 4 janvier : Betty Freeman, photographe et philanthrope américaine, née le 3 juin 1921.
- 30 janvier : Sune Jonsson, écrivain et photographe suédois, né le 20 août 1930.
- 6 février : Michel Sola, photographe et un responsable de presse français, né le 18 octobre 1939.
- 12 février : Yoshi Takata, photographe de mode et portraitiste japonaise, née le 27 octobre 1916.
- 3 mars : Lore Krüger, photographe et traductrice allemande, née le 11 mars 1914.
- 12 mars : Pierre Bourgeade, écrivain et photographe amateur français, né le 7 novembre 1927.
- 29 mars : Helen Levitt, photographe documentariste et portraitiste américaine, née le 31 août 1913.
- 5 avril : Rocco Morabito, photographe américain, né le 2 novembre 1920.
- 21 avril : Vivian Maier, photographe américaine de rue, née le 1er février 1926.
- 15 mai : Hubert van Es, photographe néerlandais, né le 6 juillet 1941.
- 11 juin : Ricardo Rangel, photojournaliste et photographe mozambicain, né le 15 février 1924.
- 13 juin : Maurice Zalewski, photographe français, né le 22 août 1914.
- 15 juillet : Julius Shulman, photographe d'architecture américain, né le 10 octobre 1910.
- 9 août : Mario Cravo Neto, photographe brésilien, né le 20 avril 1947.
- 11 septembre : Willy Ronis, photographe français, né le 14 août 1910.
- 7 octobre : Irving Penn, photographe américain, né le 16 juin 1917[20].
- 27 octobre : Roy DeCarava, photographe américain, né le 9 décembre 1919.
- 2 novembre : Evelyn Hofer, photographe portraitiste et documentariste germano-américaine, née le 21 janvier 1922.
- 14 novembre : Ladislav Sitenský, photographe tchèque, né le 7 août 1919.
- 5 décembre : János Kender, photographe hongrois, actif à Paris et aux États-Unis, né le 6 juillet 1937.

## Célébrations
Bicentenaire de naissance
- John Adamson
- Eduard Isaac Asser
- Karl Bodmer
- Madame Breton
- Robert Cornelius
- Hugh Welch Diamond
- Paul Jeuffrain
- Sinibaldo de Mas
- Auguste Autin

Centenaire de naissance
- Marianne Breslauer
- Natascha Artin Brunswick
- Agustí Centelles
- Ken Domon
- Maria Eisner
- Fritz Henle
- Pierre Jahan
- Fritz Kempe
- Edwin H. Land
- Olga Lander
- Jacques Léonard
- Milton Rogovin
- Gabriel-Sébastien Simonet
- Marcel Thomas
- Alexandre Ustinov
- Fred Stein
- Ralph Stein
- Boris Vdovenko
- Eudora Welty

Centenaire de décès
- Felice Beato
- Manuel Compañy
- Pierre Petit
- Eugène Pirou